# Fisteus (Lugo)
Fisteus (llamada oficialmente San Mamede de Fisteus) es una parroquia y una aldea española del municipio de Quiroga, en la provincia de Lugo, Galicia.

## Organización territorial
La parroquia está formada por ocho entidades de población, constando siete de ellas en el nomenclátor del Instituto Nacional de Estadística español:

### Entidades de población
Entidades de población que forman parte de la parroquia:
- A Ponte
- Campodoval (A Campa do Val)
- Fisteus
- Goia (A Goia)
- Lama (A Lama)
- San Cristobo (San Cristovo)
- Vilameá

### Despoblado
Despoblado que forma parte de la parroquia:
- Vilaboa

## Demografía

### Parroquia
| Gráfica de evolución demográfica de Fisteus (parroquia) entre 2000 y 2020 |
|                                                                           |
| Datos según el nomenclátor publicado por el INE.                          |

### Aldea
| Gráfica de evolución demográfica de Fisteus (aldea) entre 2000 y 2020 |
|                                                                       |
| Datos según el nomenclátor publicado por el INE.                      |